# Simon Le Bon
Simon John Charles Le Bon (Bushey, 27 ottobre 1958) è un cantante britannico, leader della band Duran Duran.

## Biografia

### Primi anni
Simon Le Bon è il primo figlio di John Le Bon e Ann-Marie, seguito da David e Jonathan. Iniziò sin da bambino a cantare nei cori della chiesa locale di San Giovanni Battista a Pinner, quartiere del borgo londinese di Harrow nella Grande Londra, situato a 19 km a nord-ovest da Charing Cross. Sua madre lo convinse del suo talento, così all'età di sei anni Le Bon prese parte ad uno spot televisivo del detersivo in polvere Persil, non avendo però battute. Frequentò il Pinner County Grammar School, lo stesso liceo dove Elton John studiò qualche anno prima. Durante gli studi si avvicinò al movimento punk e cantò in varie piccole band di scarsa importanza, fra le quali i Dog Days e i Robostrov.
Lavorò come facchino all'ospedale Northwick Park, e partecipò ad un provino per una band punk a Harrow College. Apparve in alcuni spot televisivi e anche in diverse produzioni teatrali tra cui Schooldays in the West End of London di Tom Brown. Partì per il deserto del Negev in Israele nel 1978 per andare a lavorare in un kibbutz, una comunità collettiva israeliana.

### Duran Duran
Al suo ritorno in Inghilterra decise di studiare arte drammatica all'Università di Birmingham. Nel maggio 1980 la sua ex fidanzata Fiona Kemp (una cameriera del Rum Runner) lo presentò ai provini dei Duran Duran.
(Andy Taylor Wild Boy - My life in Duran Duran)
Prese parte dunque al progetto Duran Duran, che interruppe nel 1985, formando lo stesso anno gli Arcadia con Nick Rhodes e Roger Taylor. Il loro singolo Election Day raggiunse il decimo posto in classifica, e la band pubblicò l'album So Red the Rose.
I Duran Duran tornarono con Simon Le Bon, John Taylor e Nick Rhodes l'anno successivo, tuttavia verso la fine degli anni ottanta la band iniziò a perdere popolarità; nel 1993 ritornarono di moda con la pubblicazione del loro nono album, Duran Duran, e durante la relativa tournée Le Bon fu costretto a fermarsi per sei settimane a causa di problemi alla voce. Più tardi incappò in un incidente in moto, che non gli causò tuttavia gravi problemi. Nel 1995, interpretò la canzone della band Ordinary World con Pavarotti all'evento Pavarotti & Friends together for the children of Bosnia.
Nel 2005, con la pubblicazione di Astronaut e la riunione dei cinque membri dei Duran Duran, il singolo (Reach Up for The) Sunrise raggiunse il decimo posto nelle classifiche. Nel 2010, tramite download digitale, e nel 2011, fisicamente, con la formazione Le Bon-Rhodes-Taylor-Taylor, i Duran Duran hanno pubblicato il loro tredicesimo album All You Need Is Now. Durante il tour nel 2011, Le Bon ha avuto nuovamente problemi alle corde vocali che non gli hanno permesso di continuare ad esibirsi per alcuni mesi, tuttavia a settembre è tornato sul palco e poi in studio per incidere il quattordicesimo album della band, Paper Gods.

## Vita privata
Nei primi anni ottanta Le Bon fu sentimentalmente legato alla modella Claire Stansfield.
Nel 1985 conobbe sua moglie Yasmin Parvaneh, modella inglese d'origine iraniana, dopo averla notata su una rivista di moda e contattata tramite l'agenzia che la rappresentva.
I due si sposarono a fine anno dopo un breve fidanzamento, e dal matrimonio sono nate tre figlie.
Amante della barca a vela, l'11 agosto 1985 Le Bon ebbe un incidente sullo yacht che gareggiava nel Whitbread Round the World Race: al largo della costa della Cornovaglia l'imbarcazione perse il bulbo e si capovolse, lasciando all'equipaggio una tasca d'aria tra pelo d'acqua e scafo per respirare e attendere i soccorsi che giunsero circa quaranta minuti più tardi grazie all'intervento della marina britannica.
Tifoso del Manchester Utd, da ragazzo giocava a baseball.
Le Bon è agnostico e ha inciso contributi vocali per la versione in audiolibro di The Atheist's Guide to Christmas, saggio di opinioni sul Natale di quarantadue celebrità dell'ateismo e dell'agnosticismo a cura di Ariane Sherine, sua amica dal 1996, quando lei frequentava lo studio di registrazione dei Duran Duran, a volte suonando il piano nelle prove.

## Discografia

### Con i Duran Duran
- 1981 – Duran Duran
- 1982 – Rio
- 1983 – Seven and the Ragged Tiger
- 1984 – Arena
- 1986 – Notorious
- 1988 – Big Thing
- 1990 – Liberty

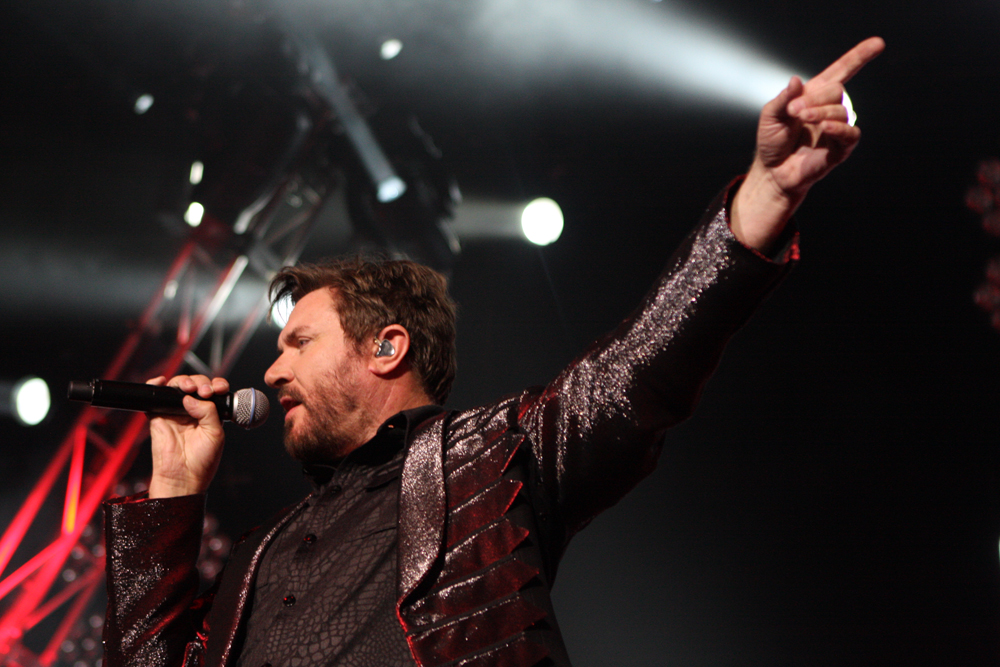
Simon Le Bon in concerto

- 1993 – Duran Duran (The Wedding Album)
- 1995 – Thank You
- 1997 – Medazzaland
- 2000 – Pop Trash
- 2004 – Astronaut
- 2007 – Red Carpet Massacre
- 2011 – All You Need Is Now
- 2015 – Paper Gods
- 2021 – Future Past
- 2023 - Danse Macabre

### Con gli Arcadia
- So Red the Rose (1985)

### Solista
- Grey Lady Of The Sea (per la Whitbread Round the World Race) (1985)
- Follow In My Footsteps (insieme a Susanna Hoffs delle Bangles per Requiem For The Americas di Jonathan Elias) (1989)
- Magic Bus (1996)
- Dreamboy (1998)
- Nobody Knows (ft. Nick Wood - 2006)
- Eiffel Tower (ft. Nick Wood - 2016)
- Closer to your bed (ft. Nick Wood - 2019)
- The Story of How (ft. Nick Wood from 'The Brighton Miracle') (2019)